# Вучич, Анте
Анте Вучич (сербохорв. Ante Vučić / Анте Вучић; 12 июня 1912, Солин, около Сплита — октябрь 1942, Аржано, около Имотского) — югославский хорватский партизан Народно-освободительной войны Югославии, Народный герой Югославии.

## Биография
Родился 12 июня 1912 года в Солине. Был физическим работником завода «Салонит» в Солине, вступил в рабочее движение. Участник акций протестов профсоюзов с 1934 года, организатор забастовок и демонстраций в Солинском бассейне, за что неоднократно задерживался. Член КПЮ с 1940 года.
На фронте Народно-освободительной войны с 1941 года, организатор ударных групп и руководитель диверсий против немецких оккупационных войск, хорватских усташских частей и их союзников. Был инструктором для группы молодёжи по обращению с оружием. 11 августа 1941 года возглавил роту первого партизанского отряда в Солинском бассейне.
Анте Вучич участвовал в нескольких сражениях и диверсиях с отрядами и городскими ударными группами. 6 октября 1941 года под Рупотинами, недалеко от Солина, его отряд гранатами закидал колонну из семи итальянских грузовиков: множество солдат Итальянской армии были убиты и ранены. В декабре того же года были уничтожены два усташа из окрестностей Ливно. 16 января 1942 года Вучич бросил две гранаты в офицерской столовой в Солине: в результате взрыва погибли три итальянских офицера, семеро было ранено.
В мае 1942 года Вучич стал заместителем командира 1-го Далматинско-Динарского отряда после ухода своих частей на Динару. В конце октября 1942 года в боях за Аржано около Имотского против объединённых сил НГХ и Италии Вучич погиб.
После войны его имя было присвоено фабрике салонита, а 5 июля 1951 года ему посмертно указом Президиума Народной скупщины ФНРЮ присвоили звание Народного героя Югославии.